# ガチウタ
『ガチウタ』は、ONE☆DRAFTの4枚目のフルアルバムである。2013年7月24日発売。発売元は徳間ジャパンコミュニケーションズ。

## 概要
徳間ジャパンに移籍後初のアルバムであり、約2年8ヶ月振りのフルアルバム。

## 収録曲

### CD
1. 虹～"晴れ"ときどき"涙"～（4'10"）
作詞・作曲：LANCE・RYO・MAKKI・谷口尚久
2. あいたくて、あえなくて、あいしてる（5'37"）
作詞：LANCE・田中花乃／作曲：LANCE
3. カレンダー～ケンカしたり、ふざけたり、泣かせたり～（4'45"）
作詞：RYO・MAKKI・谷口尚久／作曲：RYO・岡本健介
今回のアルバムのリード曲。日本テレビ系「ミュージックドラゴン」7月エンディングテーマ
4. ごめんよ（5'35"）
作詞：LANCE・RYO・MAKKI／作曲：LANCE・RYO・谷口尚久
5. ファイナルアンサー（4'41"）
作詞・LANCE・MAKKI：作曲:LANCE
以前からライブで歌われていた曲であるが、ライブの時とは歌詞が異なる。
6. 陽炎の向こう（4'26"）
作詞：LANCE・MAKKI・谷口尚久／作曲：LANCE・RYO・岡本健介
KBS京都「第97回全国高校野球選手権 京都大会」試合中継オープニングテーマ
7. しあわせの軌跡（3'56"）
作詞：LANCE・RYO・MAKKI／作曲：LANCE・塩川満己
8. 幼き日々～またいつか遊ぼうな～（4'20"）
作詞：RYO／作曲:RYO・MAKKI
9. Paper Plane（4'27"）
作詞・作曲：LANCE
10. 追う炎下（4'02"）
作詞・作曲：RYO・MAKKI
11. 絆（3'50"）
作詞：LANCE・RYO・MAKKI／作曲：LANCE・RYO・塩川満己・SAYALA
11thシングル「あいたくて、あえなくて、あいしてる」カップリング曲。
12. 流れ星の空に（4'02"）
作詞：LANCE／作曲：LANCE・MAKKI